# Futbol'nyj Klub Chimki 2011-2012
Questa voce raccoglie le informazioni riguardanti il Futbol'nyj Klub Chimki nelle competizioni ufficiali della stagione 2011-2012.

## Stagione
In PFN Ligi dopo la prima fase la squadra terminò all'undicesimo posto; dopo la seconda fase finì al tredicesimo posto, come nella precedente stagione.
Il cammino in Coppa si interruppe ai Sedicesimi di finale: dopo aver battuto il Vitjaz' Podol'sk in trasferta, infatti, al turno successivo arrivò la sconfitta casalinga con lo Zenit San Pietroburgo.

## Rosa
| N. |                     | Ruolo | Calciatore             |
| -- | ------------------- | ----- | ---------------------- |
| 1  | Russia (bandiera)   | P     | Sergei Kozko           |
| 2  | Russia (bandiera)   | D     | Arseniy Logashov       |
| 3  | Russia (bandiera)   | D     | Yevgeni Shpedt         |
| 4  | Russia (bandiera)   | D     | Mikhail Rekudanov      |
| 5  | Russia (bandiera)   | C     | Kirill Akilov          |
| 6  | Ucraina (bandiera)  | D     | Vitaliy Shumeyko       |
| 7  | Russia (bandiera)   | C     | Rinat Mavletdinov      |
| 8  | Russia (bandiera)   | C     | Artyom Voronkin        |
| 9  | Estonia (bandiera)  | A     | Vladimir Voskoboinikov |
| 10 | Russia (bandiera)   | A     | Viktor Zemchenkov      |
| 11 | Russia (bandiera)   | A     | Vladimir Romanenko     |
| 12 | Russia (bandiera)   | A     | Khasan Mamtov          |
| 13 | Russia (bandiera)   | A     | Andrei Govorov         |
| 14 | Russia (bandiera)   | A     | Anton Mamonov          |
| 16 | Lettonia (bandiera) | C     | Darius Miceika         |

| N. |                    | Ruolo | Calciatore             |
| -- | ------------------ | ----- | ---------------------- |
| 17 | Russia (bandiera)  | C     | Kirill Biryukov        |
| 18 | Russia (bandiera)  | C     | Kirill Krolevets       |
| 19 | Russia (bandiera)  | C     | Vladimir Gogberashvili |
| 20 | Georgia (bandiera) | D     | Edik' Sajaia           |
| 21 | Armenia (bandiera) | P     | Ṙoman Berezovski       |
| 22 | Russia (bandiera)  | C     | Artyom Venevtsev       |
| 23 | Russia (bandiera)  | C     | Nikolai Tyunin         |
| 24 | Russia (bandiera)  | D     | Sergei Miroshnichenko  |
| 25 | Russia (bandiera)  | A     | Sergey Maslov          |
| 26 | Russia (bandiera)  | P     | Vladimir Suleimanov    |
| 28 | Russia (bandiera)  | D     | Avanes Arutyunyants    |
| 29 | Russia (bandiera)  | C     | Daniil Belotserkovskiy |
| 31 | Russia (bandiera)  | C     | Igor Shestakov         |
| 32 | Russia (bandiera)  | A     | Aleksandr Daniševskij  |
| 88 | Georgia (bandiera) | D     | Giorgi Navalovski      |

## Risultati

### Campionato

#### Prima fase
| Chimki 4 aprile 2011 1ª giornata | Chimki | 2 – 0 referto | Šinnik | Stadio Novye Chimk |

| Brjansk 7 aprile 2011 2ª giornata | Dinamo Brjansk | 4 – 2 referto | Chimki | Stadio Dinamo |

| Chimki 15 aprile 2011 3ª giornata | Chimki | 3 – 1 referto | Ural | Stadio Novye Chimk |

| Chimki 18 aprile 2011 4ª giornata | Chimki | 2 – 1 referto | Gazovik Orenburg | Stadio Novye Chimk |

| Soči 25 aprile 2011 5ª giornata | Žemčužina-Soči | 1 – 0 referto | Chimki | Stadio Centrale Metreveli |

| Novorossijsk 28 aprile 2011 6ª giornata | Černomorec Novorossijsk | 1 – 1 referto | Chimki | Stadio Centrale |

| Chabarovsk 4 maggio 2011 7ª giornata | SKA-Ėnergija | 1 – 0 referto | Chimki | Stadion SKA DVO im. V. I. Lenina |

| Vladivostok 7 maggio 2011 8ª giornata | Luč-Ėnergija | 0 – 0 referto | Chimki | Stadio Dinamo |

| Chimki 14 maggio 2011 9ª giornata | Chimki | 1 – 1 referto | Baltika | Stadio Novye Chimk |

| Chimki 17 maggio 2011 10ª giornata | Chimki | 2 – 2 referto | Torpedo Mosca | Stadio Novye Chimk |

| Vladikavkaz 30 maggio 2011 11ª giornata | Alanija Vladikavkaz | 1 – 1 referto | Chimki | Respublikanskij stadion Spartak |

| Astrachan' 27 maggio 2011 12ª giornata | Volgar'-Gazprom | 1 – 0 referto | Chimki | Stadio Centrale |

| Chimki 4 giugno 2011 13ª giornata | Chimki | 0 – 6 referto | Mordovija | Stadio Novye Chimk |

| Chimki 7 giugno 2011 14ª giornata | Chimki | 0 – 3 referto | KAMAZ | Stadio Novye Chimk |

| Vladimir 14 giugno 2011 15ª giornata | Torpedo Vladimir | 3 – 3 referto | Chimki | Stadio Torpedo |

| Nižnij Novgorod 17 giugno 2011 16ª giornata | Nižnij Novgorod | 2 – 0 referto | Chimki | Stadio Severnyj |

| Chimki 24 giugno 2011 17ª giornata | Chimki | 1 – 0 referto | Enisej | Stadio Novye Chimk |

| Chimki 27 giugno 2011 18ª giornata | Chimki | 1 – 3 referto | Sibir' | Stadio Rodina |

| Voronež 11 luglio 2011 19ª giornata | Fakel Voronež | 0 – 1 referto | Chimki | Central'nyj stadion profsojuzov |

| Jaroslavl' 9 agosto 2011 20ª giornata | Šinnik | 4 – 1 referto | Chimki | Stadio Šinnik |

| Chimki 12 agosto 2011 21ª giornata | Chimki | 0 – 0 referto | Dinamo Brjansk | Stadio Rodina |

| Ekaterinburg 19 agosto 2011 22ª giornata | Ural | 5 – 2 referto | Chimki | Stadio Uralmaš |

| Orenburg 22 agosto 2011 23ª giornata | Gazovik Orenburg | 1 – 2 referto | Chimki | Stadio Gazovik |

| Chimki 29 agosto 2011 24ª giornata | Chimki | 3 – 0 referto | Žemčužina-Soči |  |

| Chimki 1º settembre 2011 25ª giornata | Chimki | 2 – 1 referto | Černomorec Novorossijsk | Stadio Rodina |

| Chimki 6 settembre 2011 26ª giornata | Chimki | 2 – 0 referto | Fakel Voronež | Stadio Rodina |

| Chimki 12 settembre 2011 27ª giornata | Chimki | 2 – 1 referto | SKA-Ėnergija | Stadio Rodina |

| Chimki 15 settembre 2011 28ª giornata | Chimki | 1 – 0 referto | Luč-Ėnergija | Stadio Rodina |

| Kaliningrad 22 settembre 2011 29ª giornata | Baltika | 4 – 1 referto | Chimki | Stadio Baltika |

| Mosca 25 settembre 2011 30ª giornata | Torpedo Mosca | 3 – 1 referto | Chimki | Stadio Ėduard Strel'cov |

| Chimki 3 ottobre 2011 31ª giornata | Chimki | 0 – 2 referto | Alanija Vladikavkaz | Stadio Rodina |

| Chimki 6 ottobre 2011 32ª giornata | Chimki | 1 – 1 referto | Volgar'-Gazprom | Stadio Rodina |

| Saransk 14 ottobre 2011 33ª giornata | Mordovija | 2 – 1 referto | Chimki | Start Stadion |

| Naberežnye Čelny 17 ottobre 2011 34ª giornata | KAMAZ | 1 – 1 referto | Chimki |  |

| Chimki 24 ottobre 2011 35ª giornata | Chimki | 3 – 1 referto | Torpedo Vladimir | Stadio Rodina |

| Chimki 27 ottobre 2011 36ª giornata | Chimki | 1 – 2 referto | Nižnij Novgorod | Stadio Rodina |

| Krasnojarsk 4 novembre 2011 37ª giornata | Enisej | 0 – 2 referto | Chimki |  |

| Novosibirsk 7 novembre 2011 38ª giornata | Sibir' | 2 – 1 referto | Chimki | Spartak Stadium |

#### Seconda fase
| Chimki 26 marzo 2012 1ª giornata | Chimki | 1 – 3 referto | Fakel Voronež | Stadio Novye Chimk |

| Chabarovsk 1º aprile 2012 2ª giornata | SKA-Ėnergija | 2 – 1 referto | Chimki | Stadion SKA DVO im. V. I. Lenina |

| Chimki 7 aprile 2012 3ª giornata | Chimki | 1 – 1 referto | Baltika | Stadio Novye Chimk |

| Novorossijsk 13 aprile 2012 4ª giornata | Černomorec Novorossijsk | 1 – 0 referto | Chimki | Stadio Centrale |

| Chimki 20 aprile 2012 5ª giornata | Chimki | 0 – 2 referto | Torpedo Vladimir | Stadio Novye Chimk |

| Orenburg 26 aprile 2012 6ª giornata | Gazovik Orenburg | 3 – 0 referto | Chimki | Stadio Gazovik |

| Chimki 2 maggio 2012 7ª giornata | Chimki | 1 – 0 referto | KAMAZ | Stadio Novye Chimk |

| Vladivostok 8 maggio 2012 8ª giornata | Luč-Ėnergija | 1 – 2 referto | Chimki | Stadio Dinamo |

| Chimki 21 maggio 2012 10ª giornata | Chimki | 0 – 0 referto | Enisej | Stadio Rodina |

| Astrachan' 27 maggio 2012 11ª giornata | Volgar' Astrachan' | 0 – 1 referto | Chimki | Stadio Centrale |

### Coppa di Russia
| Podol'sk 4 luglio 2011 Quarto turno | Vitjaz' Podol'sk | 0 – 2 referto | Chimki | Trud Stadium |

| Chimki 17 luglio 2011 Sedicesimi di finale | Chimki | 2 – 3 referto | Zenit San Pietroburgo | Arena Chimki |